# Кроз
Кроз (фр. Croze) насеље је и општина у централној Француској у региону Лимузен, у департману Крез која припада префектури Обисон.
По подацима из 2011. године у општини је живело 197 становника, а густина насељености је износила 8,89 становника/km². Општина се простире на површини од 22,16 km². Налази се на средњој надморској висини од 580 метара (максималној 841 m, а минималној 518 m).

## Демографија
| 1962. | 1968. | 1975. | 1982. | 1990. | 1999. | 2011. |
| ----- | ----- | ----- | ----- | ----- | ----- | ----- |
| 207   | 245   | 196   | 211   | 202   | 211   | 197   |

График промене броја становника у току последњих година